# 609
Năm 609 trong lịch Julius.